# Ronaldo (Vorname)
Ronaldo ist ein männlicher Vorname und die portugiesische Abwandlung von Ronald.

## Herkunft und Bedeutung des Namens
Der Name leitet sich vom altnordischen rǫgnvaldr (Der die Kraft der Götter hat) ab. Daraus wurde dann im Englischen Reginald, im Niederdeutschen Reinout und im Schottischen Ranald oder im Portugiesischen Ronaldo.

## Namensträger
- Cristiano Ronaldo (* 1985), portugiesischer Fußballspieler
- Ronaldo Aparecido Rodrigues (* 1982), brasilianischer Fußballspieler, siehe Naldo
- Ronaldo de Assis Moreira (* 1980), brasilianischer Fußballspieler, siehe Ronaldinho
- Ronaldo del Carmen (* 1959), philippinischer Animator, Filmregisseur, Drehbuchautor, Illustrator und Comicautor, siehe Ronnie del Carmen
- Ronaldo de Carvalho (1893–1935), brasilianischer Lyriker und Diplomat
- Ronaldo Conceiçao (* 1987), brasilianischer Fußballspieler
- Ronaldo da Costa (* 1970), brasilianischer Langstreckenläufer
- Ronaldo Drummond (1946–2020), brasilianischer Fußballspieler
- Ronaldo Folegatti (* 1958), brasilianischer Komponist und Gitarrist
- Ronaldo Miranda (* 1948), brasilianischer Komponist
- Ronaldo Muñoz (1933–2009), römisch-katholischer Priester
- Ronaldo Luís Nazário de Lima (* 1976), brasilianischer Fußballspieler, siehe Ronaldo (Fußballspieler, 1976)
- Ronaldo Puno (* 1948), philippinischer Politiker
- Ronaldo Rodrigues de Jesus (* 1965), brasilianischer Fußballspieler, siehe Ronaldão
- Ronaldo Schemidt (* 1971), venezolanischer Fotograf
- Ronaldo Schmitz (* 1938), deutscher Manager
- Ronaldo da Silva Souza (* 1996), brasilianischer Fußballspieler, siehe Ronaldo (Fußballspieler, Oktober 1996)
- Ronaldo Wrobel (* 1968), brasilianischer Autor